# Quintet per a piano (Elgar)
El Quintet per a piano en la menor, op. 84, va ser compost per Edward Elgar el 1918.
Va treballar en el Quintet i altres dues peces de cambra importants l'estiu de 1918 mentre es va allotjar a Brinkwells prop de Fittleworth a Sussex. WH "Billy" Reed va considerar que tots tres van estar "influïts per l'entorn tranquil i pacífic durant aquell meravellós estiu".
El Quintet va ser interpretat per primera vegada el 21 de maig de 1919 pel pianista William Murdoch, els violinistes Albert Sammons i WH Reed, el violista Raymond Jeremy i el violoncel·lista Felix Salmond. Entre aquests intèrprets hi havia alguns dels confidents musicals del compositor: Reed va treballar amb ell en el Concert per a violí i la Tercera Simfonia, i Salmond va treballar amb ell en el Concert per a violoncel. Albert Sammons va fer més tard el primer enregistrament complet del Concert per a violí.
L'obra està dedicada a Ernest Newman, crític musical de The Manchester Guardian.

## Moviments
Hi ha tres moviments:
1. Moderato – Allegro
2. Adagio
3. Andante – Allegro

El primer moviment dura uns 14 minuts, l'adagio una mica menys de 12, i l'últim moviment una mica més de 10, fent d'aquesta la més llarga de les obres de cambra d'Elgar.
La primera reacció de la seva esposa en escoltar les tres obres de cambra va ser: «E. està escrivint música nova meravellosa», i més de cinquanta anys després The Gramophone va coincidir: 'Alice Elgar tenia tota la raó: hi ha una nova intensitat, afinada i refinada per la disciplina de compondre música de cambra, una disciplina que va rejovenir clarament la imaginació d’Elgar. És música de cambra ambiciosa, amb una sonoritat gairebé orquestral en alguns moments...'
El Quintet va ser gravat per primera vegada per Ethel Hobday amb l'Spencer Dyke Quartet per a la National Gramophonic Society el desembre de 1925. Compton Mackenzie va suggerir que Elgar mateix hauria de tocar el piano per a l'enregistrament, però el compositor va rebutjar la invitació i va respondre: "Mai toco el piano: destaco les peces d’una manera orquestral que faria embogir d’enveja tots els pianistes existents.".
Posteriorment, va ser gravat elèctricament per a HMV per Harriet Cohen i el Quartet Stratton a principis d'octubre de 1933, immediatament abans que el compositor emmalaltís greument. Es van portar proves de gravació d'urgència al llit d'Elgar; el plaer que en va obtenir va inspirar Fred Gaisberg a enregistrar el Quintet com a regal de Nadal per al compositor malalt.
L'obra va trigar uns anys a consolidar-se en el repertori, però en els darrers anys s'ha interpretat i gravat moltes vegades.

## Altres versions
- Una orquestració del Quintet per a piano va ser completada per Donald Fraser el 2015. El seu primer enregistrament, una actuació de la English String Orchestra dirigida per Kenneth Woods, es va publicar el maig de 2016.[1] Va rebre la seva primera actuació per part de l'ESO i Woods a l'Elgar Pilgrimage in Elgar Concert Hall de la Universitat de Birmingham l'octubre de 2015. Christopher Morley, el crític sènior del Birmingham Post durant molt de temps, va reconèixer la importància històrica de l'estrena, dient de l'ocasió que va ser "un dels dos esdeveniments més emocionants que he viscut durant una carrera de revisió que s'acosta a mig segle. L'actuació d'octubre amb Kenneth Woods a l'Elgar Concert Hall de la Universitat de Birmingham va ser una revelació. Aquest triomf de la transcripció mereix ser escoltat a tot el món". Més tard, l'actuació va ser aclamada com a Estrena de l'any 2015 a la revista Classical Music.[2] El musicòleg Stephen Johnson, que va escriure per a la BBC Music Magazine, va dir sobre l'arranjament que "Fraser no només ha traduït les notes d'Elgar a un llenguatge orquestral ric i poderós, sinó que també ha afegit (discretament, cal dir-ho) els tipus de tocs de color i figuracions que el mateix Elgar probablement hauria incorporat. Realment sona com Elgar... magníficament elaborat, interpretat amb calidesa i comprensió, i enregistrat de manera molt encertada".[3] Andrew Clements va escriure a The Guardian que "el treball de Fraser sobre el quintet realment sembla donar una altra dimensió a la música... Tal com va anotar Fraser, certs passatges, com el segon tema del moviment inicial, connecten immediatament amb el món de la música de les simfonies i el poema simfònic Falstaff... L'actuació de Kenneth Woods amb l'Orquestra Simfònica anglesa demostra sens dubte que és una plausible obra orquestral”.[4]

## Enregistraments
- El 2003, la funció "Building a Library" de la BBC Radio 3 va recomanar una gravació del Sorrel Quartet (Gina McCormack, Catherine Yates, Sarah-Jane Bradley i Helen Thatcher) i Ian Brown al segell Chandos.
- Els enregistraments més antics inclouen, de l'època 78, la versió Stratton Quartet/Harriet Cohen esmentada anteriorment, i dels anys LP, John Ogdon i Allegri Quartet, reeditat en CD per Dutton i EMI respectivament. Un enregistrament realitzat c. 1963 per a Delta Records de l'⁣Eolian Quartet, successor del Stratton Quartet, inclou Watson Forbes (viola) (amb Leonard Cassini, piano), membre dels Stratton en l'enregistrament de 1933, de manera que hi ha una continuïtat de la tradició en aquesta actuació.
- L'orquestració del Quintet de Donald Fraser es va gravar a l'Elgar Concert Hall de Birmingham el 9 d'octubre de 2015 i es va publicar el 2016 per Avie Records com AV2362. Els intèrprets van ser Kenneth Woods, director i l'Orquestra Simfònica Anglesa. L'enregistrament va ser un Enregistrament FM clàssic del mes de maig de 2016 i va passar vuit setmanes a les llistes clàssiques del Regne Unit.